# Busto di Luigi XIV
Il busto di Luigi XIV è una scultura disegnata e realizzata dall'artista italiano Gian Lorenzo Bernini per Luigi XIV di Francia. Il ritratto scolpito è considerato universalmente uno dei "più grandi pezzi della ritrattistica di età barocca". Il busto si trova attualmente nella Reggia di Versailles, nel Salone di Diana presente all'interno dell'Appartement du roi.

## Commissione
Bernini era stato invitato a Parigi come membro di un più grande scambio diplomatico tra la Santa Sede la Francia. La ragione della sua visita in Francia, ad ogni modo, era anche di natura pratica: egli venne convocato per presentare un disegno per la nuova facciata del Palazzo del Louvre, ma il giovane sovrano Luigi XIV di Francia gli commissionò anche la realizzazione di un busto avendo notato la bellezza e la forza delle opere da lui realizzate in Italia. Il disegno di Bernini per il Louvre non venne accettato in quanto proponeva in Francia un eccesso di stile italiano. Ad ogni modo, Bernini poté quindi concentrarsi su altre commissioni, dato che il suo rapporto col Re Sole era rimasto di stima reciproca.

## Storia
La creazione del busto è incredibilmente ben documentata, grazie al diario redatto da Paul Fréart de Chantelou, collezionista d'arte che si trovava alla corte reale, il quale strinse amicizia con Bernini nel suo soggiorno parigino.
Il busto è stato scolpito in tre mesi circa. Stando a quanto afferma Chantelou nel suo diario, ci sono voluti diversi giorni per scegliere il blocco di marmo fosse più adatto per l'opera. Mentre si selezionavano i marmi, a corte si discuteva se Bernini dovesse realizzare una statua a figura intera oppure soltanto un busto. Appena furono scelti i blocchi potenzialmente idonei, Bernini cominciò a realizzare dei disegni di studio, andati perduti, e piccoli bozzetti d'argilla del re. Tuttavia, sembra che lo scultore preferì lavorare soltanto quando fosse presente il re. L'allievo Giulio Cartari cominciò a scolpire il blocco scelto (e in un secondo momento il Cartari stesso si occupò di gran parte del drappeggio), ma presto Bernini gli subentrò, impiegando quaranta giorni circa per concludere il busto. Il suo auspicio era di avere, nella fase finale del lavoro, venti sedute con il re, mentre ne riuscì ad ottenere soltanto tredici di un'ora ciascuna. L'opera trae fortemente ispirazione da un altro busto realizzato dall'artista quasi un decennio prima per Francesco I d'Este, duca di Modena e, oltre al mantello, leggermente più lungo orizzontalmente nel caso di Luigi XIV, nessuno sarebbe in grado di dire quale dei due busti sia più prestigioso.
Il figlio e biografo del Bernini, Domenico, riportò anch'egli come l'artista amasse lavorare dal vero piuttosto che usare l'immaginazione o servirsi di schizzi preparatori. Un'altra delle ragioni per cui il Bernini desiderava vedere il sovrano era quella di non avere un modello statico, bensì gli consentiva di parlare e di muoversi a proprio piacimento così che egli potesse coglierne tutte le caratteristiche da fissare nel marmo. Lo stesso Bernini riportava: "il mero riassemblamento di parti è inadeguato. Uno deve esprimere ciò che passa nelle teste degli eroi". Bernini poté farsi un'idea della personalità del re anche in altri contesti come ad esempio i vari momenti di vita a corte.
Filippo Baldinucci, storico dell'arte e autore di diverse biografie di artisti, riporta molteplici episodi che manifestano la presunta influenza del Bernini sulla cultura francese, tra cui un incidente che ha visto l'artista rimodulare i capelli del re per dare maggiore ampiezza alla sua fronte: tale accorgimento pare venne seguito dalla corte francese, divenendo noto come variazione (o modificazione) Bernini. Gli storici dell'arte contemporanei sono scettici: a tal proposito, Jeanne Zarucchi ritiene che tale trasformazione sia stata deliberata, con l'alterazione della testa del re in maniera poco lusinghiera.
L'opera, una volta conclusa, venne posta nel Palazzo del Louvre ed inaugurata ufficialmente il 13 ottobre 1665; successivamente venne portata al piano terra del Palazzo delle Tuileries e, nell'autunno del 1684, il busto di Luigi XIV venne esposto all'interno del Grand appartement du roi al Palazzo di Versailles dove si trova tutt'oggi, addossato alla parete sud del Salone di Diana.
Il successo dell'opera sarà tale che il Bernini avrà ancora l'opportunità di lavorare per il re di Francia, il quale gli commissionerà la realizzazione di una sua statua equestre che però non avrà egual fortuna.

## Descrizione

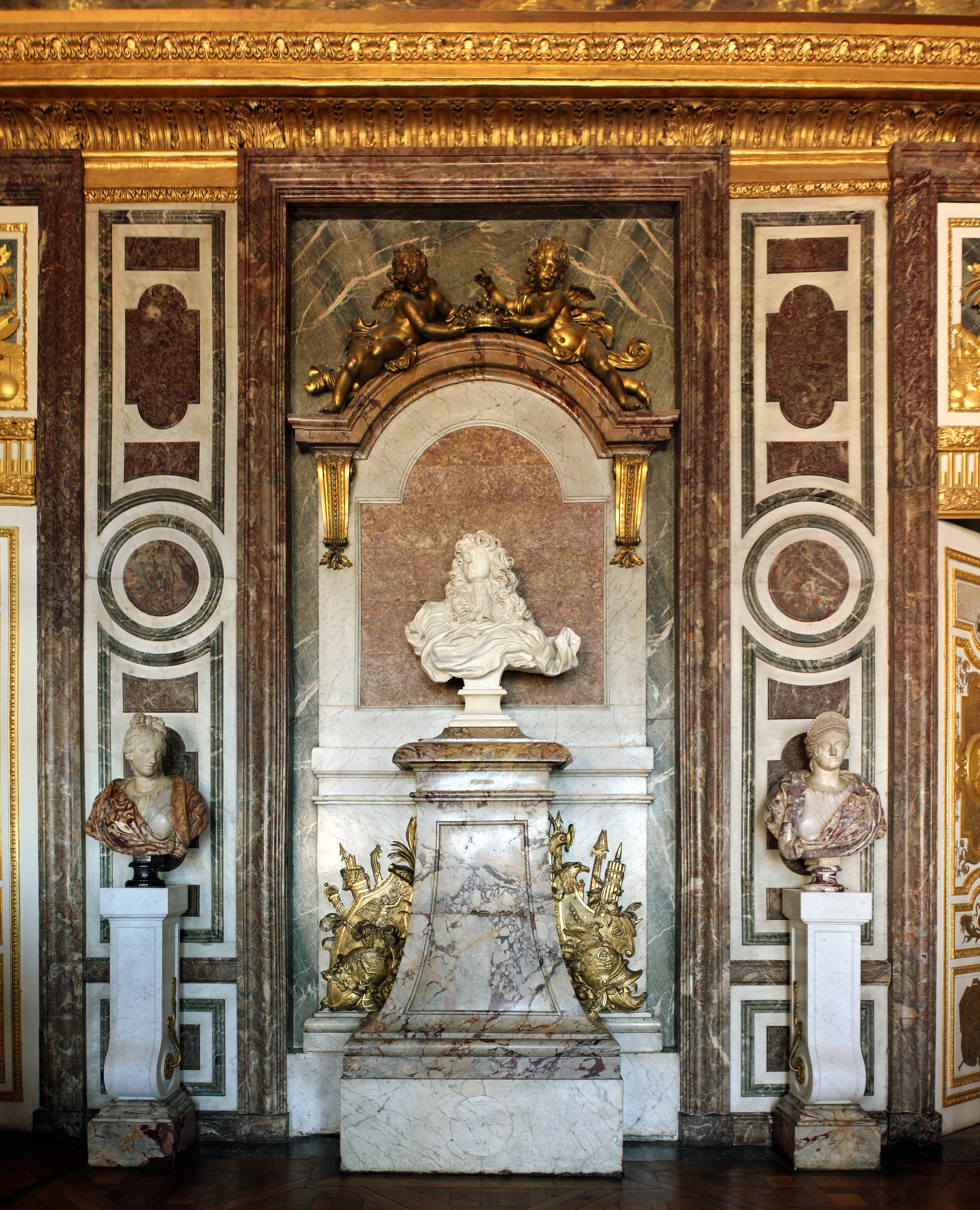
Il busto posizionato nel Salone di Diana.

Scolpito nella maturità della carriera di Bernini, il busto è un esempio di drammaticità e natura regale miste insieme, nonché una continuazione dello stile impostato sul busto scolpito dieci anni prima per Francesco I d'Este ed un'anticipazione di quello che sarà il busto del Salvatore realizzato dal medesimo artista dieci anni dopo.
Bernini raffigurò il Re Sole in abiti militari, ma con un riferimento agli eroi dell'antichità ed in particolare ad Alessandro Magno, di cui Luigi XIV si sentiva il continuatore spirituale nello splendore. Per quanto piccolo di statura, Luigi è raffigurato come una figura statuaria, che infonde splendore con un ricco spirito d'eleganza. Il drappeggio suggerisce un movimento animato dal vento, ma dimostra anche la grande abilità del re nel saper dominare le passioni terrene (guarda in avanti pur dando comandi militari, voltando il viso verso il vento che soffia contro di lui). Lo stesso Bernini in questo ritratto volle esprimere il concetto di Re Sole, tramutando i capelli del sovrano nei raggi del sole che sorgono dalle nubi del drappeggio del mantello sottostante.
L'idealizzazione del sovrano francese come legato agli antichi imperatori romani era in uso all'epoca, ma il Bernini fece convergere questi tratti con le caratteristiche precise dell'individuo. Bernini tributò particolare attenzione ai capelli, agli occhi, alla forma del naso, alle vesti ed al pizzo che Luigi XIV, si disse, apprezzò particolarmente per la raffinatezza, o a dettagli specifici come la presenza di una verruca alla base del naso, alcuni peli sul mento, gli occhi serrati particolarmente incavati. Filippo Baldinucci (biografo dell'artista e storico dell'arte) riportò come il Bernini avesse dovuto ad esempio ritoccare i capelli del sovrano per lasciare spazio alla sua grande fronte per avere un ritratto il più realistico possibile. La maniacalità del Bernini per il dettaglio si estese anche all'armatura che indossa Luigi XIV nel suo busto, la quale è un pezzo della collezione reale indossato a suo tempo da Francesco I e progettato dall'artista italiano Giulio Romano.
Per rafforzare il concetto di grandeur militare del busto, Bernini disegnò originariamente una grande sfera come piedistallo per il busto, dando così l'impressione che la maestà di Luigi dominasse l'intero mondo, oltre all'essere posto in una posizione sopraelevata, fuori dal tocco degli spettatori. Ad ogni modo, negli anni '80 del Seicento, il busto venne trasferito dalla sua location originale al Palazzo del Louvre, a Versailles dove si trova tutt'oggi ed il basamento originario venne mutato. Il busto si trova inserito in una scena con una falsa porta che forma una nicchia centrale nel Salone di Diana della Reggia di Versailles composta da decorazioni in marmo di Sarrancolin, broccatello di Tortosa, marmo verde e rosso di Campan. Ai lati del piedistallo, sul fondo della nicchia, sono posti bassorilievi in bronzo dorato che rappresentano dei trofei realizzati da Noël Jouvenet.

## Accoglienza

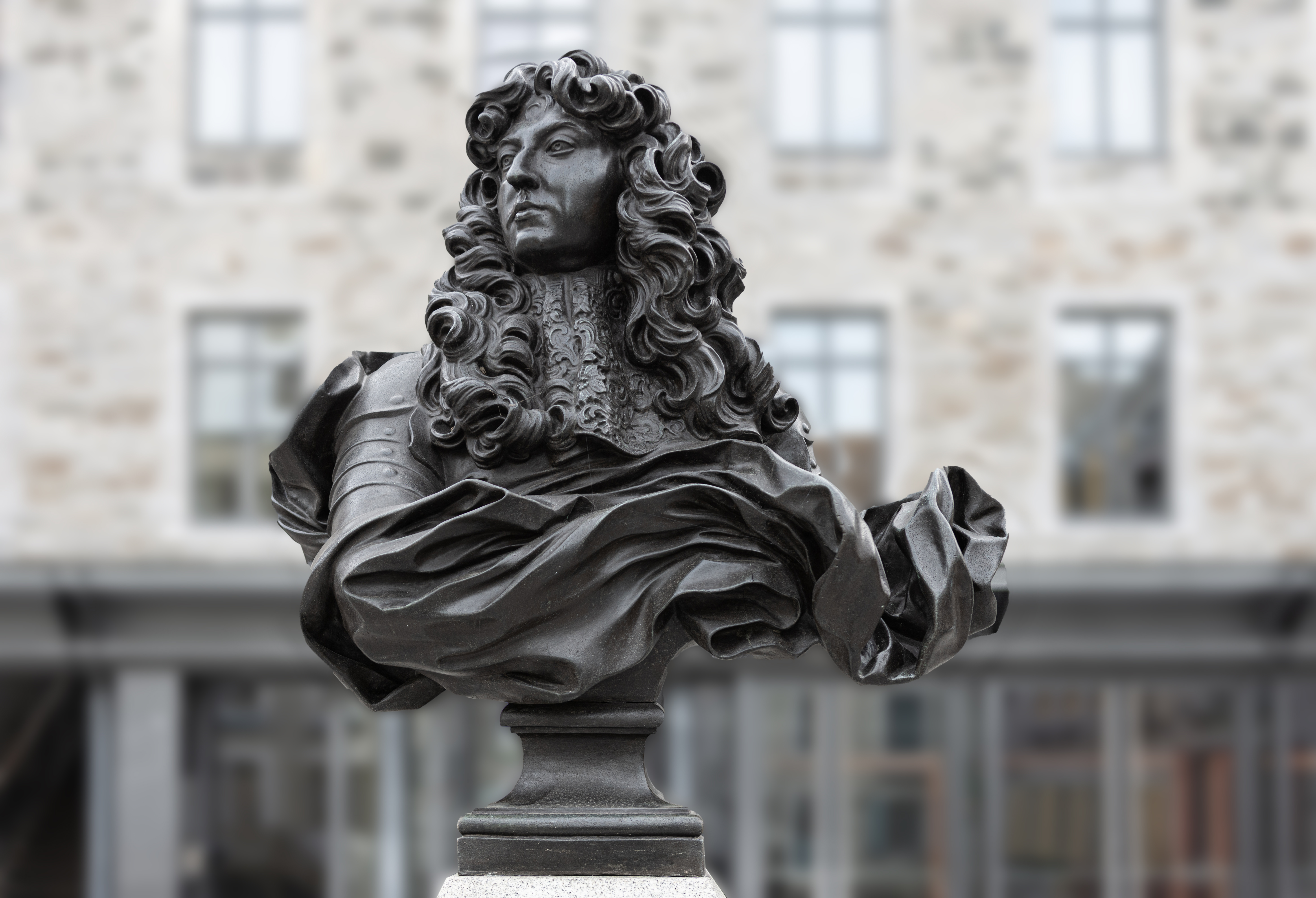
La copia del busto del Bernini realizzata in bronzo al centro della Place Royal a Quebec, in Canada

Malgrado l'atteggiamento generale della corte francese nei confronti di Bernini e dell'Italia dell'epoca, il busto di Luigi XIV, una volta finito, fu da subito un successo, come testimoniato dal gran numero di riproduzioni coeve che vennero commissionate. Un calco del busto venne realizzato già nel 1666; al 1669 ne erano già state ricavate altre sette sculture uguali in gesso.
Si attesta di una prima versione bronzea trasferita in Québec che andò perduta: al suo posto, nella Place Royal, proprio di fronte alla chiesa di Notre-Dame-des-Victoires, ne è stata posta una copia. L'unica altra copia in bronzo è attualmente presente nella National Gallery of Art di Washington.